# John MacKay (baron Mackay de Ardbrecknish)
Pour les articles homonymes, voir John MacKay.
John Jackson Mackay (15 novembre 1938 - 21 février 2001) est un homme politique du Parti conservateur et unioniste écossais.

## Biographie
Il commence sa carrière comme professeur de mathématiques, devenant directeur des mathématiques au lycée Oban.
Il est un candidat conservateur pour les îles de l'Ouest aux élections de février 1974, ayant, dans le climat de l'époque, accepté qu'il ne pouvait réaliser ses ambitions parlementaires libérales originales qu'en se joignant aux conservateurs. Il se présente à Argyll en octobre 1974 et en est député de 1979 à 1983, et après des changements de frontières, pour Argyll et Bute de 1983 à 1987, lorsqu'il perd le siège au profit du candidat libéral, Mme Ray Michie - la fille de Lord Bannerman, un libéral local.
Mackay est sous-secrétaire d'État parlementaire pour l'Écosse de 1982 à 1987, chargé de la santé et du travail social, et porte-parole des Communes sur l'agriculture (sous la responsabilité du comte de Mansfield siégeant chez les Lords). Contre l'avis des fonctionnaires, il soutient un projet de loi d'initiative parlementaire sur l'abus de solvants, un fléau de l'époque, qui est devenu loi en 1983. Dans la Santé, il s'est lancé dans les grèves du NHS de 1982 et dans une modernisation de la législation sur la santé mentale.
Après sa défaite, il reçoit une pairie à vie en tant que baron Mackay d'Ardbrecknish, de Tayvallich dans le district d'Argyll et Bute. Il rejoint le gouvernement en tant que Lord-in-waiting en 1993. En janvier 1994, il rejoint le ministère des Transports comme sous-secrétaire d'État parlementaire, avant d'être promu plus tard cette année-là au poste de ministre d'État au ministère de la Sécurité sociale, poste qu'il occupe jusqu'en 1997. Pendant ce temps, il est tenu en haute estime tant par les fonctionnaires qui travaillent avec lui que par les anciens militaires avec lesquels il a des contacts réguliers dans son rôle de ministre des pensions de guerre. En outre, il est admis au Conseil privé dans les honneurs d'anniversaire 1996 et est nommé lieutenant adjoint de la ville de Glasgow le 7 janvier 1997. Dans l'opposition, il est chef adjoint des pairs conservateurs.
Il est décédé en 2001 à Wandsworth à l'âge de 62 ans.